# Corpo di Ballo del Teatro alla Scala
Il Corpo di Ballo del Teatro alla Scala è una delle più prestigiose compagnie di danza classica al mondo. Esistente fin dal 1778, ha sede nell'omonimo teatro, a Milano

## Storia
Una compagnia di danzatori si esibì per la prima volta alla Scala il 3 agosto 1778, in occasione dell'inaugurazione del teatro. Era formato, come scrisse Pietro Verri in una lettera al fratello, da 50 ballerini, sia maschi che femmine (una novità, giacché per molti anni alle donne era stato proibito di esibirsi sul palcoscenico).
Tra i primi e più famosi coreografi che lavorarono alla Scala, si possono ricordare Gasparo Angiolini, Jean-Georges Noverre e Salvatore Viganò. Poco più tardi ci fu Carlo Blasis, il quale formò celebri ballerine tra le quali Fanny Cerrito, Carlotta Grisi, Claudina Cucchi, e Sofia Fuoco, ed il famoso maestro di danza Enrico Cecchetti.
Uno dei maggiori successi della compagnia fu il Ballo Excelsior (1881) del coreografo Luigi Manzotti e del musicista Romualdo Marenco. Nel secolo seguente si avranno altri successi con i coreografi Léonide Massine e Michail Fokin, che portarono sul palcoscenico scaligero diversi ballerini, tra i quali Gennaro Corbo, Rosa Piovella Ansaldo, Ettorina Mazzucchelli, Cia Fornaroli, Ria Teresa Legnani e Vincenzo Celli.
Dopo la Seconda guerra mondiale, il Corpo di Ballo è tornato ad esibirsi sul palcoscenico scaligero e ad ospitare celebri danzatori come Rudol'f Nureev, Ludmilla Tchérina, Liliana Cosi, Carla Fracci, Luciana Novaro, Vera Colombo, Gilda Majocchi, Giuliana Barabaschi, Galina Ulanova, Margot Fonteyn, Fiorella Cova, Paolo Bortoluzzi, Walter Venditti, Tamara Tumanova, Luciana Savignano, Elettra Morini e Alessandra Ferri. Tra i più illustri coreografi si possono invece ricordare Maurice Béjart e Roland Petit.
Nel 1986, l'impresario teatrale Peter Klein ha portato il Corpo di Ballo per la prima volta oltreoceano, presentando una versione de Il lago dei cigni diretta dal regista Franco Zeffirelli con spettacoli ad Atlanta, Ottawa, St. Louis e San Francisco.
Attuali étoile sono Roberto Bolle e Nicoletta Manni.

## Direttori
- Aurelio M. Milos (1945 - 1948 e 1951 - 1952)
- Esmée Bulnes (1954 - 1962)
- Luciana Novaro (1962)
- John Field (1971 - 1974)
- Pierre Dobrievich (1975 - 1978)
- Giuseppe Carbone (1980 - 1981)
- Rosella Hightower (1983 - 1986)
- Patricia Neary (1986 - 1987)
- Robert de Warren (1987 - 1991)
- Giuseppe Carbone (1991 - 1993)
- Elisabetta Terabust (1993 - 1997)
- Patricia Ruanne (2000 - 2001)
- Frédéric Olivieri (2001 - 2007)
- Elisabetta Terabust (2007 - 2008)
- Machar Vaziev (2009 -2016)
- Mauro Bigonzetti (2016)
- Frédéric Olivieri (2016 - 2020)
- Manuel Legris (2020 - 2025)
- Frédéric Olivieri (2025 - in carica)

I maître de ballet che presero le funzioni del Direttore del Corpo di Ballo, causa la sede vacante, furono: Ugo Dell'Ara (1947), Giulio Perugini (1959), Gilda Majocchi (1979), Robert Strayner e Gildo Cassani (1981-1983), Ljuba Dobrievič (1997-1998), Giuseppe Carbone (1998-1999) e Patricia Ruanne (1999-2000).

## Repertorio
Il repertorio del Corpo di Ballo del Teatro alla Scala comprende numerosissimi titoli, fra cui: 
- L'altra metà del cielo (versione coreografica di Martha Clarke)
- Annonciation (versione coreografica di Angelin Preljocaj)
- Apollo (versione coreografica di George Balanchine)
- Ballo Excelsior (versione coreografica di Ugo Dell'Ara, di Luigi Manzotti[6] e di Achille Coppini[7])
- La Bayadère (versione coreografica di Natalija Makarova)
- La bella addormentata (versione coreografica di Natalija Makarova)
- Bella Figura (versione coreografica di Jiří Kylián)
- Carmen (versione coreografica di Roland Petit)
- Cenerentola (versione coreografica di Rudol'f Nureeev)
- Chéri (versione coreografica di Roland Petit)
- Coppélia (versioni coreografiche di Derek Deane e di Robert de Warren[8])
- La Dame aux camélias (versione coreografica di John Neumeier)
- Daphnis et Chloé (versione coreografica di John Neumeier)
- Dido and Aeneas (versione coreografica di Wayne Mc Gregor)
- Don Chisciotte (versione coreografica di Natalija Makarova)
- Esmeralda (versioni coreografiche di Jules Perrot[9] e di Antonio Monticini[9])
- Giselle (versioni coreografiche di Mats Ek, di Jean Coralli-Jules Perrot, di Natalija Makarova, di Sylvie Guillem[10], di Patrice Bart[11] e di Antonio Cortesi[12])
- L'histoire de Manon (versione coreografica di Kenneth MacMillan)
- In the Middle (versione coreografica di William Forsythe)
- Il figliol Prodigo (versione coreografica di George Balanchine)
- Il lago dei cigni (versioni coreografiche di Rudol'f Nureev, di Marius Petipa e di Vladimir Bourmeister)
- Notre-Dame de Paris (versione coreografica di Roland Petit[13])
- Now and Then (versione coreografica di John Neumeier)
- Onegin (versione coreografica di John Cranko)
- Le Parc (versione coreografica di Angelin Preljocaj)
- Petite Mort (versione coreografica di Jiří Kylián)
- Palmina ossia la figlia del torrente (versione coreografica di Teodoro Martin[14]
- Il Pipistrello (versione coreografica di Roland Petit)
- Rajmonda, (versioni coreografiche di Marius Petipa, di Jurij Grigorovič[15] di Rudol'f Nureev[8])
- Romeo e Giulietta (versioni coreografiche di Kenneth MacMillan e di John Cranko[8])
- Le Sacre du printemps (versione coreografica di Maurice Béjart)
- Lo Schiaccianoci (versioni coreografiche di Rudol'f Nureev, di Natalija Makarova, di Ronald Hynd[8], di Margherita Froman[16] e di Alferd Rodiguez, di Nacho Duato, di George Balanchine[16])
- La Stravaganza (versione coreografica di Angelin Preljocaj)
- Sechs Tänze (versione coreografica di Jiří Kylián)
- La Sylphide (versione coreografica di Pierre Lacotte)
- Symphony of Psalms (versione coreografica di Jiří Kylián)
- Sogno di una notte di mezza estate (versione coreografica di George Balanchine)
- Somewhat Elevated (versione coreografica di William Forsythe)
- Tout Satie (versione coreografica di Roland Petit)